# 小行星2047
小行星2047（2047 Smetana）是一颗围绕太阳公转的小行星。1971年10月26日，盧波什·科胡特克在汉堡发现了此天体。
該小行星以捷克作曲家貝多伊齊·史麥塔納命名。
这颗小行星的绝对星等为308.2233599188244等。